# Ljungrotkrypare
Ljungrotkrypare (Pleurophorus caesus) är en skalbaggsart som beskrevs av Georg Wolfgang Franz Panzer 1796. Enligt Catalogue of Life ingår ljungrotkrypare i släktet Pleurophorus och familjen Aphodiidae, men enligt Dyntaxa är tillhörigheten istället släktet Pleurophorus och familjen bladhorningar. Enligt den svenska rödlistan är arten nationellt utdöd i Sverige. . Arten har tidigare förekommit i Götaland men är numera lokalt utdöd. Artens livsmiljö är jordbrukslandskap. Inga underarter finns listade i Catalogue of Life.

## Bildgalleri

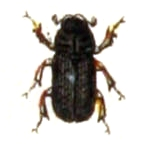
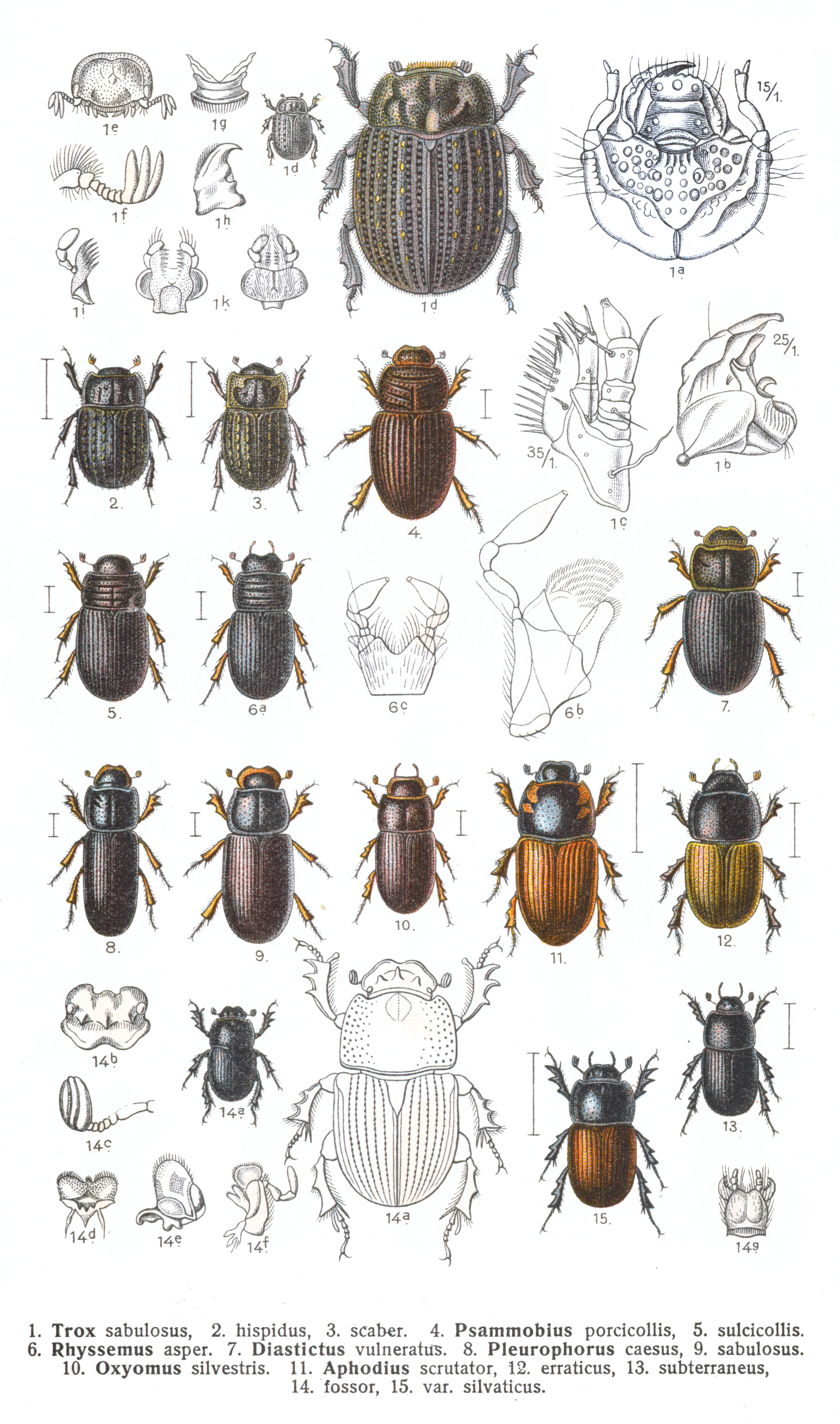